# Otostigmus gravelyi
Otostigmus gravelyi – gatunek parecznika z rzędu skolopendrokształtnych i rodziny skolopendrowatych.
Gatunek ten został opisany w 1984 roku przez B. S. Jangi i C. M. S. Dassa jako Digitipes gravelyi. W rewizji z 2013 roku Jahnavi Joshi i Gregory Edgecombe przenieśli go do rodzaju Otostigmus.
Parecznik ten odznacza się m.in.: odnóżami dwudziestej pary pozbawionymi ostrogi na stopie, processus coxopleuralis z czterema kolcami na wierzchołku i dwoma bocznymi, pazurem szczęk drugiej pary pozbawionym ostrogi, obecnością u samców środkowo-tylnego wyrostka na udach odnóży końcowych (analnych). 
Parecznik orientalny, endemiczny dla Indii.